# Маккленаган, Рис
Рис Джошуа Маккленаган (англ. Rhys Joshua McClenaghan; род. 21 июля 1999, Ньютаунардс) — ирландский гимнаст, чемпион Олимпийских игр в Париже в упражнениях на коне (2024; первый гимнаст в истории Ирландии, завоевавший олимпийскую медаль), двукратный чемпион мира (2022, 2023), двукратный чемпион Европы (2018), чемпион Игр Содружества. 
Выступает за сборную Ирландии на внутренних и международных стартах, а на чемпионате Великобритании — под флагом Северной Ирландии.

## Биография
Рис Маккленаган родился 21 июля 1999 года в североирландском городе Ньютаунардс, графство Антрим. Он начал заниматься гимнастикой в 6 лет. Его тренер — бывший профессиональный гимнаст Люк Карсон. Наиболее успешно ирландский гимнаст выступает в упражнениях на коне. До 2018 года выступал за клуб «Rathgael Gym». С июля 2018 года тренируется в Национальном гимнастическом тренировочном центре в Дублине.
В 2016 году юный гимнаст стал бронзовым медалистом чемпионата Великобритании в упражнениях на коне уступив только призёрам Олимпийских игр Луису Смиту и Максу Уитлоку. На юниорском первенстве континента Рису удалось проявить себя на международном уровне: в той же дисциплине он выиграл серебряную медаль. Маккленаган стал первым в истории страны медалистом на чемпионатах Европы по спортивной гимнастике.
Через год Рис начал выступать на взрослых соревнованиях. На чемпионате мира он не смог пройти квалификацию, оказавшись в предварительной стадии на 14-м месте.
В 2018 году на Играх Содружества Маккленаган выступал под флагом Северной Ирландии и одержал победу на своём профильном снаряде, опередив действующего чемпиона мира и олимпийского чемпиона англичанина Макса Уитлока. Эта золотая медаль стала единственной для североирландской команды на Играх. После этих соревнований ирландец испытывал некоторые трудности, связанные с организацией тренировок. Его тренера уволили из клуба из-за финансовых проблем, и Рису пришлось тренироваться в саду своего дома. Однако вскоре Федерация спортивной гимнастики Ирландии обеспечила гимнаста и его наставника жильём в Дублине, финансированием и условиями для тренировок. Несмотря на все организационные проблемы, Рис Маккленаган выступил на чемпионате Европы отлично. На континентальном первенстве он выиграл «золото» в упражнениях на коне. Его победа стала первой золотой медалью в истории Ирландии на чемпионатах Европы.

## Лучшие результаты

### Чемпионаты Европы
- Золото — чемпионат Европы 2018 года (Глазго, Великобритания) (конь)

### Игры Содружества
- Золото — Игры Содружества 2018 года (Голд-Кост, Австралия) (конь)